# Легеневі
Леге́неві ра́влики (Pulmonata) — поліфілетична група, яку раніше розглядали як підклас черевоногих молюсків чи ряд який відносили до підкласу Heterobranchia. У сучасній систематиці цей таксон не використовується, більшість молюсків цієї групи наразі відносять до підкогорти Panpulmonata підкласу Heterobranchia, зокрема види що зустрічаються в Україні — до надрядів Hygrophila та Eupulomonata (включаючи ряд Stylommatophora). Група включала переважно прісноводних та наземних молюсків, але також значну кількість морських.

## Опис

### Мушля
Мушля цих равликів найчастіше спірально закручена й досить різноманітна за формою — від вежеподібної або вальковатої до дископодібної. У деяких форм мушля набула вигляду ковпачка, що прикриває зверху все тіло, як, наприклад, у деяких равликів, що пристосувалися до життя на швидкому плині річок; в інших цей ковпачок прикриває лише невелику частину тіла і являє собою скоріше рудимент справжньої мушлі, як це видно у багатьох наземних равликів; нарешті, у наземних равликів зустрічаються випадки повного обростання черепашки мантією, що іноді супроводжується й повним зникненням черепашки. Там, де мушля добре розвинена й являє собою спіральну закрученість, звичайно вона буває закручена праворуч; однак є деякі групи легеневих равликів, у яких мушлі закручені ліворуч. Гирло мушлі звичайно залишається відкритим, тому що кришечка збереглася в представників тільки однієї родини (Amphibolidae). У невеликої, але древньої групи наземних легеневих равликів — Clausiliidae гирло закривається особливим клапаном мушлі — клаузилієм, що спирається в гирлі на складну систему пластинок. Іншим захистом від несприятливих фізичних умов середовища, як наприклад від посухи або холоду, слугує затягування отвору черепашки плівкою слизу, яка містить вапно, що твердіє на повітрі — так званою епіфрагмою; між плівкою та глибоко втягнутим усередину тілом равлика залишається звичайно прошарок повітря. Наскільки надійний захист створюється таким чином, показують, з одного боку, досліди з дією низьких температур на садових слимаків. Під захистом епіфрагми вони виявилися здатними протягом декількох днів переносити температуру у 110 й 120° нижче нуля, за винятком тих екземплярів, у яких епіфрагма була із тріщинкою. З іншого боку, відомі приклади перенесення наземними равликами досить сильної спеки й посухи завдяки тому ж пристосуванню.
Затикання гирла при настанні несприятливих обставин застосовують іноді й водні легеневі равлики, які теж закривають отвір черепашки шаром слизу з повітряним прошарком між ним і своїм тілом; у такому стані вони навіть іноді вмерзаюти у лід і переживають зиму без шкоди для себе. Набагато гірше захищені щодо цього безрчерепашкові наземні равлики — так називані голі слизні. Сильна посуха, яскраве сонячне освітлення в літню спеку, як і різкі холоди, змушують їх шукати притулок під різним прикриттям, наприклад під шарами опалого листя, заповзати в щілині під корою на гниючих пнях або ховатися між грудками ґрунту, забираючись іноді досить глибоко під землю; там зберігається волога й температурні коливання менш різкі.

### Органи чуття
Для всіх легеневих равликів характерно плавне ковзання на підошві ноги, у передній частині якої є сильно розвинена залоза, що виділяє слиз. Остання змочує підошву й охороняє її шкірний покрив від ушкоджень, зменшуючи тертя об тверду поверхню субстрату. Саме переміщення равлика вперед відбувається завдяки хвилеподібним скороченням, що пробігають по підошві ззаду вперед, які обумовлені взаємодією поздовжньої й поперечної мускулатури. Пересуваючись уперед, равлик витягає звичайно свої щупальця, користуючись ними як органами дотику. У прісноводних форм голова несе пару таких щупалець, а в їхній основі розташована пара очей. У наземних равликів часто є дві пари щупалець, а в деяких форм — ще й третя пара щупальцевидних придатків, розташованих по краях рота. Очі у наземних равликів розташовані інакше, чим у прісноводних — на кінцях щупалець. З інших органів почуттів звичайно бувають розвинені органи рівноваги — статоцисти. У водних форм є також слаборозвинений осфрадій.

### Органи дихання
Характерна риса будови, що обумовила саму назву групи, складається у пристосуванні органів дихання, у перетворенні мантійної порожнини в легеню, причому більш-менш вузький отвір, через який порожнина останнього з'єднується із зовнішнім середовищем, може закриватися; на склепінні мантійної порожнини розвинене густе сплетення судин. Зябра у легеневих равликів зустрічається лише у вигляді виключення. Таким чином, і більшість прісноводних форм дихає атмосферним повітрям, у зв'язку із чим равлики повинні час від часу підніматися до поверхні води, набираючи запас повітря у свою легеневу порожнину. Серце легеневих равликів складається з одного шлуночка й одного передсердя. Нервові ганглії більш-менш виразно сконцентровані в навкологлоткове кільце.

## Харчування й травна система
Серед легеневих равликів ми зустрічаємо й рослиноїдні, і всеїдні, і хижі види. Хижі форми живляться іншими равликами, а деякі — хробаками. У легеневих равликів добре розвинена радула, а в рослиноїдних також і непарна підковоподібна щелепа. Добре розвинена глотка, а зубці на пластинках радули особливо довгі й загострені й нагадують за формою ікла хребетних. У глотку відкриваються протоки звичайно добре розвинених слинних залоз, а в мускулистий шлунок відкривається травна залоза — печінка. Кишка утворює петлю й відкривається звичайно біля дихального отвору на правій стороні тіла. Поруч із заднепрохідним отвором перебуває звичайно й вихідний отвір єдиної бруньки, що з'єднана з навколосердечною сумкою — перикардієм.

## Розмноження
Особливої складності в легеневих равликів досягає статевий апарат. Статева залоза тут гермафродитна — виробляє й сперматозоїди і яйця. Загальна протока, що відходить від неї, роз'єднується на чоловічу й жіночу частини статевого апарату, причому та й інша мають ряд придаткових утворень. У жіночій частині утворяться білкова й шкаралупова залози, сім'яприймач, а іноді й ряд інших залозистих придатків. Сім'яприймач у найбільш високоорганізованих представників групи безпосередньо переходить у чоловічий копулятивний орган. Для деяких представників характерне утворення сперматофорів — особливих вмістищ для сім'я. При спарюванні обидва партнери взаємно запліднюють один одного, причому самому спарюванню звичайно передує так звана любовна гра. У деяких форм під час спарювання в тіло партнера проникають особливі вапняні тільця, так називані «любовні стріли», що призначені для статевого збудження. Яйця легеневих равликів відкладаються або в загальному студенистому коконі тієї, або іншої форми (у прісноводних форм), або поодинці, хоча й у загальну кладку (у наземних). Кожна яйцева клітина буває оточена значним запасом живильного матеріалу, причому в деяких відношення між масою яйця й масою навколишнього його білка дорівнює 1:8000 (Limax variegatus). Розвиток, як правило, проходить без утворення вільноплавающої личинки, і з яйця зазвичай виходить майже сформований равлик.

## Класифікація
Класифікація згідно з дослідженнями Bouchet & Rocroi, 2005 року:

### Неформальна група Pulmonata
Поділяється на неформальну групу Basommatophora та кладу Eupulmonata

#### Неформальна група Basommatophora
Включає кладу Hygrophila
- Надродина Amphiboloidea[en]
  - Родина Amphibolidae[en]
- Надродина Siphonarioidea[en]
  - Родина Siphonariidae[en]
  - † Родина Acroreiidae[en]

##### КладаHygrophila[en]
- Надродина Chilinoidea[en]
  - Родина Chilinidae[en]
  - Родина Latiidae[en]
- Надродина Acroloxoidea[en]
  - Родина Acroloxidae[en]
- Надродина Lymnaeoidea[en]
  - Родина Lymnaeidae
- Надродина Planorboidea[en]
  - Родина Planorbidae[en]
  - Родина Physidae

#### Клада Eupulmonata
Включає клади Systellommatophora та Stylommatophora
- Надродина Trimusculoidea[en]
  - Родина Trimusculidae[en]
- Надродина Otinoidea[en]
  - Родина Otinidae[en]
  - Родина Smeagolidae[en]
- Надродина Ellobioidea[en]
  - Родина Ellobiidae[en]

##### КладаSystellommatophora[en](=Gymnomorpha[en])
- Надродина Onchidioidea[en]
  - Родина Onchidiidae[en]
- Надродина Veronicelloidea[en]
  - Родина Veronicellidae[en]
  - Родина Rathouisiidae[en]

##### КладаStylommatophora
Включає підклади Elasmognatha, Orthurethra та неформальну групу Sigmurethra

##### ПідкладаElasmognatha[en]
- Надродина Succineoidea[en]
  - Родина Succineidae[en]
- Надродина Athoracophoroidea[en]
  - Родина Athoracophoridae[en]

##### ПідкладаOrthurethra[en]
- Надродина Partuloidea
  - Родина Partulidae[en]
  - Родина Draparnaudiidae[en]
- Надродина Achatinelloidea
  - Родина Achatinellidae
- Надродина Cochlicopoidea
  - Родина Cochlicopidae
  - Родина Amastridae[en]
- Надродина Pupilloidea
  - Родина Pupillidae[en]
  - Родина Argnidae[en]
  - Родина Chondrinidae[en]
  - †Родина Cylindrellinidae[en]
  - Родина Lauriidae[en]
  - Родина Orculidae[en]
  - Родина Pleurodiscidae[en]
  - Родина Pyramidulidae[en]
  - Родина Spelaeodiscidae[en]
  - Родина Strobilopsidae[en]
  - Родина Valloniidae
  - Родина Vertiginidae
- Надродина Enoidea
  - Родина Enidae[en]
  - Родина Cerastidae[en]

##### Неформальна групаSigmurethra[en]
- Надродина Clausilioidea[en]
  - Родина Clausiliidae[en]
  - † Родина Anadromidae[en]
  - † Родина Filholiidae[en]
  - † Родина Palaeostoidae[en]
- Надродина Orthalicoidea[en]
  - Родина Orthalicidae[en]
  - Родина Cerionidae[en]
  - Родина Coelociontidae[en]
  - †Родина Grangerellidae[en]
  - Родина Megaspiridae[en]
  - Родина Placostylidae[en]
  - Родина Urocoptidae[en]
- Надродина Achatinoidea[en]
  - Родина Achatinidae[en]
  - Родина Ferussaciidae[en]
  - Родина Micractaeonidae[en]
  - Родина Subulinidae[en]
- Надродина Aillyoidea[en]
  - Родина Aillyidae[en]
- Надродина Testacelloidea[en]
  - Родина Testacellidae[en]
  - Родина Oleacinidae[en]
  - Родина Spiraxidae[en]
- Надродина Papillodermatoidea[en]
  - Родина Papillodermatidae[en]
- Надродина Streptaxoidea[en]
  - Родина Streptaxidae[en]
- Надродина Rhytidoidea[en]
  - Family Rhytididae[en]
  - Родина Chlamydephoridae[en]
  - Родина Haplotrematidae[en]
  - Родина Scolodontidae[en]
- Надродина Acavoidea[en]
  - Родина Acavidae[en]
  - Родина Caryodidae[en]
  - Родина Dorcasiidae[en]
  - Родина Macrocyclidae[en]
  - Родина Megomphicidae[en]
  - Родина Strophocheilidae[en]
- Надродина Punctoidea[en]
  - Родина Punctidae[en]
  - †Родина Anastomopsidae[en]
  - Родина Charopidae[en]
  - Родина Cystopeltidae[en]
  - Родина Discidae[en]
  - Родина Endodontidae[en]
  - Родина Helicodiscidae[en]
  - Родина Oreohelicidae[en]
  - Родина Thyrophorellidae[en]
- Надродина Sagdoidea[en]
  - Родина Sagdidae[en]

##### limacoid clade[en]
- Надродина Staffordioidea[en]
  - Родина Staffordiidae[en]
- Надродина Dyakioidea[en]
  - Родина Dyakiidae[en]
- Надродина Gastrodontoidea[en]
  - Родина Gastrodontidae[en]
  - Родина Chronidae[en]
  - Родина Euconulidae[en]
  - Родина Oxychilidae[en]
  - Родина Pristilomatidae[en]
  - Родина Trochomorphidae[en]
  - Fossil taxa probably belonging to the Gastrodontoidea
    - Підродина † Archaeozonitinae
    - Підродина † Grandipatulinae
    - Підродина † Palaeoxestininae
- Надродина Parmacelloidea[en]
  - Родина Parmacellidae[en]
  - Родина Milacidae[en]
  - Родина Trigonochlamydidae[en]
- Надродина Zonitoidea[en]
  - Родина Zonitidae[en]
- Надродина Helicarionoidea[en]
  - Родина Helicarionidae[en]
  - Родина Ariophantidae[en]
  - Родина Urocyclidae[en]
- Надродина Limacoidea[en]
  - Родина Limacidae[en]
  - Родина Agriolimacidae[en]
  - Родина Boettgerillidae[en]
  - Родина Vitrinidae[en]

##### інші Sigmurethra
- Надродина Arionoidea[en]
  - Family Arionidae[en]
  - Родина Anadenidae[en]
  - Родина Ariolimacidae[en]
  - Родина Binneyidae[en]
  - Родина Oopeltidae[en]
  - Родина Philomycidae[en]
- Надродина Helicoidea[en]
  - Родина Helicidae
  - Родина Bradybaenidae[en]
  - Родина Camaenidae[en]
  - Родина Cepolidae
  - Родина Cochlicellidae[en]
  - Родина Elonidae[en]
  - Родина Epiphragmophoridae[en]
  - Родина Halolimnohelicidae[en]
  - Родина Helicodontidae[en]
  - Родина Helminthoglyptidae[en]
  - Родина Humboldtianidae[en]
  - Родина Hygromiidae
  - Родина Monadeniidae[en]
  - Родина Pleurodontidae[en]
  - Родина Polygyridae[en]
  - Родина Sphincterochilidae[en]
  - Родина Thysanophoridae[en]
  - Родина Trissexodontidae[en]
  - Родина Xanthonychidae[en]